# أليساندرو بونو
أليساندرو بونو (بالإيطالية: Alessandro Bono)‏ هو مغن مؤلف إيطالي، ولد في 21 يوليو 1964 في ميلانو في إيطاليا، وتوفي بنفس المكان في 15 مايو 1994.

## وصلات خارجية
- أليساندرو بونو على موقع ميوزك برينز (الإنجليزية)
- أليساندرو بونو على موقع أول ميوزيك (الإنجليزية)
- أليساندرو بونو على موقع ديسكوغز (الإنجليزية)